# Lajes do Pico
Lajes do Pico és un municipi de les Açores (Portugal) a l'illa de Pico. Se sotsdivideix en sis parròquies:
- Calheta de Nesquim
- Lajes do Pico
- Piedade
- Ribeiras
- Ribeirinha
- São João

| Població del municipi de Lajes do Pico (1849 – 2004) | Població del municipi de Lajes do Pico (1849 – 2004) | Població del municipi de Lajes do Pico (1849 – 2004) | Població del municipi de Lajes do Pico (1849 – 2004) | Població del municipi de Lajes do Pico (1849 – 2004) | Població del municipi de Lajes do Pico (1849 – 2004) | Població del municipi de Lajes do Pico (1849 – 2004) | Població del municipi de Lajes do Pico (1849 – 2004) |
| ---------------------------------------------------- | ---------------------------------------------------- | ---------------------------------------------------- | ---------------------------------------------------- | ---------------------------------------------------- | ---------------------------------------------------- | ---------------------------------------------------- | ---------------------------------------------------- |
| 1849                                                 | 1900                                                 | 1930                                                 | 1960                                                 | 1981                                                 | 1991                                                 | 2001                                                 | 2004                                                 |
| 11480                                                | 9371                                                 | 7796                                                 | 8186                                                 | 5828                                                 | 5563                                                 | 5041                                                 | 4840                                                 |